# Keiner hat das Pferd geküßt
Keiner hat das Pferd geküßt ist ein deutsches Filmlustspiel aus dem Jahre 1980 mit Wolfgang Fierek und Dolly Dollar.

## Handlung
Der Naturbursche Wolfgang arbeitet für einen Pferdehändler im tiefsten Oberbayern. Seine beiden Leidenschaften sind sein Kegelabend und die dralle Marie, die Tochter seines Chefs. Die Landpomeranze weiß allerdings noch nichts von ihrem Glück, dass Wolfgang längst ein Auge auf sie geworfen hat, obwohl sie an ihm ebenfalls durchaus interessiert ist. Eines Tages schickt der Boss Wolfgang mit einem Spezialauftrag in die „große Stadt“: Wolfgang soll die Schimmelstute Vroni, des Alten bestes Pferd im Stall, bei einem Kunden in München abliefern. Dieser Kunde residiert in der „Roten Mühle“, einem Nachtlokal. Das einfältige Landei Wolfgang ist vollkommen überrascht, als er sehen muss, dass dieses Etablissement ein Nachtlokal ist, und das Pferd Teil einer heißen Striptease-Nummer werden soll: Startänzerin Rita will nämlich als Lady Godiva mit der braven Vroni auf die Bühne traben. Marie begleitet Wolfgang auf seiner Traktorfahrt, denn auch sie will das „wilde Leben“ im „sündigen“ München kennen lernen.
Während Marie sich rasch von der Münchner Großstadtluft berauschen lässt, zieht es den braven Wolfgang so schnell wie möglich aufs Land, zu seinen Kegelbrüdern, zurück. Doch das Großstadtleben hat es in sich und verwickelt die beiden Einfaltspinsel vom Lande in manch kleines Abenteuer: Barbesitzer Basil ist nicht nur ständig im Arbeitsstress, sondern besitzt überdies turmhohe Geldprobleme und hat so seine liebe Not mit der einen oder anderen, eigenwilligen Animierdame. Richard Rigans Band taugt nichts und spielt, statt konsum- bzw. libidofördernden Kuschelrock lautstarken Rock ’n’ Roll. Während Richards Leute im Überschwang das Interieur von Basils „Roter Mühle“ zu Kleinholz verarbeiten, bandelt der überhebliche Richard mit Marie mehr an, als es Wolfgang recht sein kann. Als die beiden, berauscht vom Champagner, in einem Hinterzimmer verschwinden, wird Wolfgang rasend eifersüchtig. Er nimmt allen Mut zusammen und stürmt in den Raum, wo er das Schlimmste erwartet: Doch Marie und Richard spielen dort lediglich „Schiffe versenken“. Anschließend bringt Richard die aufgeheizte Stimmung im Nachtlokal wieder herunter, in dem er drei Elvis-Titel zum Besten gibt. Alles nimmt einen versöhnlichen Ausgang, als Wolfgang und Marie sich in die Arme sinken und in ihr vertrautes Umfeld auf dem Lande heimkehren.

## Produktionsnotizen
Keiner hat das Pferd geküßt entstand zwischen dem 11. und dem 31. Juli 1980 in München und Umgebung. Die Uraufführung fand am 31. Oktober 1980 in Bayreuth statt.
Karl Spiehs trat als Co-Produzent in Erscheinung. Laszlo Les Oelvedy entwarf die Filmbauten.

## Zum Regisseur
Martin Müller (* 1947) hatte zuvor als Tontechniker für Wim Wenders gearbeitet und war 13 Jahre lang Regieassistent von Klaus Lemke, der zuvor mit Hauptdarsteller Fierek mehrere Filme inszeniert hatte. Müller gab hier sein Regiedebüt.

## Kritik
„Im Stil der Klaus-Lemke-Komödien inszenierter Erstlingsfilm, banal und witzarm. Auch formal enttäuschend.“